# 高木信一
高木 信一（たかぎ しんいち）は日本の電子工学者。東京大学大学院工学系研究科電気系工学専攻および工学部電気電子工学科教授。
MOSFETの高移動度化に関する研究で知られる。

## 経歴
- 1982年3月、東京大学工学部電子工学科卒業
- 1987年3月、東京大学大学院工学系研究科電子工学専攻博士課程修了
- 1987年4月、東芝 総合研究所超LSI研究所研究員
- 1993年8月、スタンフォード大学　客員研究員
- 1995年4月、東芝　研究開発センター研究主務
- 2001年8月、半導体MIRAIプロジェクト「新構造トランジスタ及び計測解析技術グループ」グループリーダ兼務
- 2003年10月、東京大学大学院工学系研究科 教授

## 主な受賞歴
- 2004年 日本IBM科学賞
- 2012年 山崎貞一賞[1]
- 2013年 IEEEアンドルー・グローヴ賞
- 2017年 紫綬褒章受勲[2]